# Gamera: Guardian of the Universe
Gamera: Guardian of the Universe (ガメラ 大怪獣空中決戦, Gamera: Daikaijū Kuchu Kessen, Gamera: Giant Monster Mid-Air Battle) is een Japanse film uit 1995 en de negende van de Gamerafilms. Het is de eerste Gamerafilm uit de Heiseireeks.

## Verhaal
Tienduizend jaar geleden beschikte de oude beschaving van Atlantis over een technologie die niemand anders had. Om hun wetenschappelijke macht te vergroten, maakten ze een ras van vliegende reptielachtige wezens genaamd Gyaos. Deze Gyaos moesten de vervuiling die Atlantis had veroorzaakt opruimen. Gyaos plantte zich echter zo snel voort dat zijn scheppers hem niet meer in bedwang konden houden. De Gyaos keerden zich tegen hun scheppers. Ter bescherming maakten de Atlantianen een tweede ras van enorme schildpadden genaamd Gamera’s. De strijd tussen de monsters eindigde onbeslist, en de Gyaos trokken zich terug in een diepe slaap. Voor het geval de Gyaos ooit weer zouden ontwaken, lieten de Atlantianen ook de laatste Gamera in een soortgelijke slaap vallen.
In het jaar 1995 loopt het schip de Kairyu-Maru, geladen met plutonium, vast op een drijvende atol. Soortgelijke gebeurtenissen vinden opeens overal in dit gebied plaats. Een team van wetenschappers onderzoekt de atol terwijl deze richting Japan drijft. Op de atol vinden ze een paar amuletten en een kleitablet met een oude tekst, die refereert aan Gamera en de Gyaos. Dan lijkt de atol opeens tot leven te komen, en blijkt het in werkelijkheid de slapende Gamera te zijn.
Ondertussen zijn ook drie Gyaos ontwaakt. Het leger probeert de monsters naar een basketbalstadion met afsluitbaar dak te lokken in de hoop ze daar op te sluiten. Een van de Gyaos ontsnapt echter en vliegt naar de haven. Dan duikt Gamera op uit het water en valt de Gyaos aan. De Gyaos weet na een kort gevecht te ontkomen, en Gamera trekt zich terug.
Een van de amuletten die op Gamera’s lichaam werd gevonden, belandt in de handen van Asagi Kusanagi. Via het amulet krijgt ze een link met Gamera, en ze ontdekt dat zij hem nu de energie kan geven die hij nodig heeft om zijn tegenstanders te verslaan. Gamera arriveert ondertussen in de Kiso-bergketen, waar hij drie mensen redt van de Gyaos. Vervolgens begint hij de laatste van de Gyaos op te jagen. Het leger beseft echter niet dat Gamera aan hun kant staat, en probeert beide monsters uit de lucht te schieten. Dit lukt hun enkel bij Gamera, die zich om die reden weer terug moet trekken om aan te sterken.
De laatste Gyaos volgroeit tot zijn kolossale volwassen vorm, en begeeft zich naar Tokio. Daar vindt de laatste confrontatie tussen Gamera en de Gyaos plaats. Gamera vernietigt Gyaos uiteindelijk door hem van grote hoogte op een olieraffinaderij te gooien, en vervolgens een vuurbal af te schieten.

## Rolverdeling
| Acteur             | Personage                 |
| ------------------ | ------------------------- |
| Tsuyoshi Ihara     | Yoshinari Yonemori        |
| Akira Onodera      | Naoya Kusangi             |
| Shinobu Nakayama   | Mayumi Nagamine           |
| Ayako Fujitani     | Asagi Kusanagi            |
| Yukijiro Hotaru    | Insp. Osako               |
| Hatsunori Hasegawa | Col. Satake               |
| Hirotaro Honda     | Mr. Saito                 |
| Akira Kubo         | Captain of the Kairyumaru |
| Kojiro Hongo       | Captain of the Nojima     |
| Takashi Matsuo     | Taxi driver               |
| Yuhmi Kaneyama     | Gyaos                     |
| Jun Suzuki         | Gamera                    |

## Prijzen en nominaties
Gamera: Guardian of the Universe werd in 1996 genomineerd voor zeven prijzen, waarvan hij er zes won.
Enkel genomineerd:
- De Award of the Japanese Academy voor beste vrouwelijke bijrol (Shinobu Nakayama).

Gewonnen:
- Twee Blue Ribbon Awards:
  - Beste regisseur
  - Beste vrouwelijke bijrol (Shinobu Nakayama).
- Vier keer de Festival Prize:
  - Beste regisseur
  - Beste screenplay
  - Beste vrouwelijke bijrol (Shinobu Nakayama).
  - Beste techniek

## Trivia
- In 1998 gebruikte BBC2 beeldmateriaal uit de film voor hun Monster Night (een programma waarin mensen zogenaamd konden wedden welk monster zou winnen in een gevecht).